# Pavetta mollis
Pavetta mollis là một loài thực vật có hoa trong họ Thiến thảo. Loài này được Afzel. ex Hiern mô tả khoa học đầu tiên năm 1877.